# Hoplia nengkaoshana
Hoplia nengkaoshana är en skalbaggsart som beskrevs av Miyake 1986. Hoplia nengkaoshana ingår i släktet Hoplia och familjen Melolonthidae. Utöver nominatformen finns också underarten H. n. alishana.